# Henry Rawlinson (assyriologue)
Pour les articles homonymes, voir Henry Rawlinson.
Henry Creswicke Rawlinson, né le 5 avril 1810, à Chadlington, dans l’ Oxfordshire et mort le 5 mars 1895, 1er baronnet, est un militaire, diplomate et orientaliste-assyriologue britannique. Il est parfois surnommé le « père de l'assyriologie ».

## Biographie

### Premiers contacts avec l'écriture cunéiforme
En 1827, Henry Rawlinson part en Inde en tant que cadet de la Compagnie britannique des Indes orientales. Après six ans de régiment, pendant lesquels il apprend le perse, il est posté en Perse avec d'autres officiers pour réorganiser l'armée du chah.
C'est à cette époque qu'il commence à s'intéresser aux inscriptions antiques, particulièrement à celles en écriture cunéiforme, alors indéchiffrée. Pendant les deux ans où il se trouve sur place, il transcrit autant que possible la grande inscription de Behistun. Celle-ci, trilingue, date du Ve siècle av. J.-C., des règnes de Darius le Grand et de Xerxès Ier.
En 1837, au moment du siège de Hérat par les troupes perses, il rencontre par hasard un officier russe, Jan Prosper Witkiewicz, qui prétend être porteur de présents du tsar pour le chah. Ayant appris de ce dernier que Witkiewicz se rend en réalité à Kaboul, Rawlinson en informe aussitôt ses supérieurs.
Des frictions entre les gouvernements perse et britannique entraînent le départ des officiers de la région.

### L'inscription de Behistun

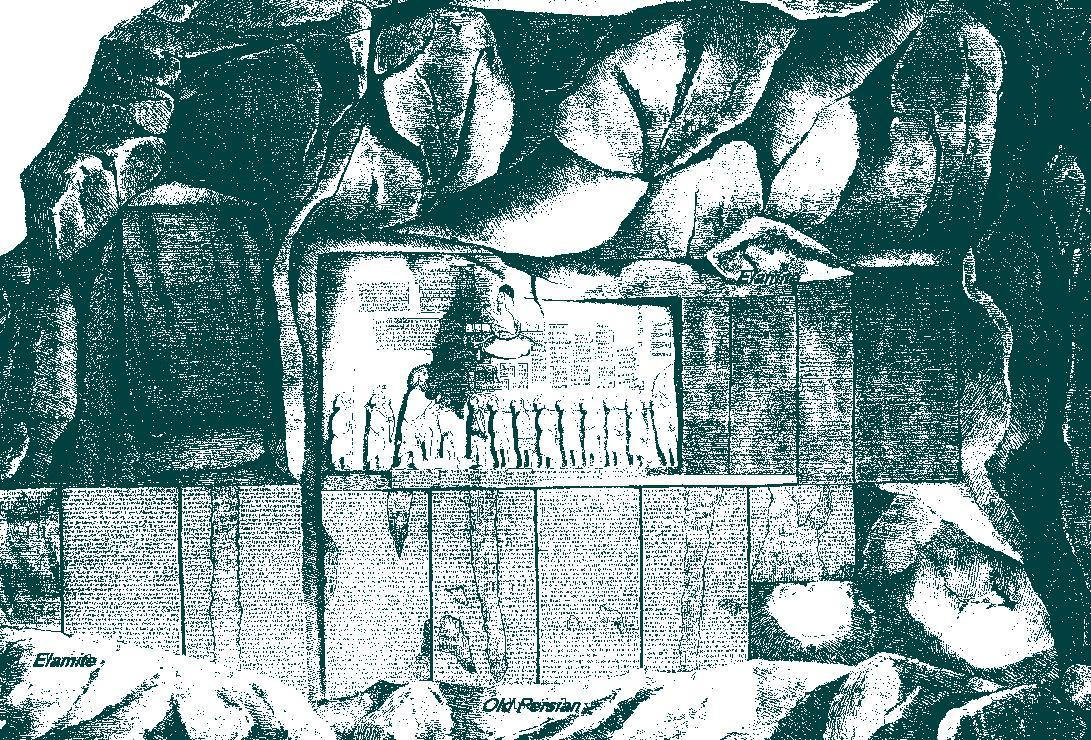
L’inscription de Behistun, transcrite et décryptée par Rawlison, donne le même texte en trois langues, gravée dans une falaise, indiquant l’histoire des conquêtes du roi Darius.

En 1840, Henry Rawlinson est nommé agent politique à Kandahar. Il y reste pendant trois ans et est décoré en 1844 pour ses services pendant les guerres anglo-afghanes. En septembre 1840, il est censé accompagner le capitaine Arthur Conolly dans une périlleuse mission diplomatique depuis Kaboul vers Khiva, Boukhara et Kokand, mais, heureusement pour lui, il en est empêché au dernier moment.
Henry Rawlinson est ensuite nommé agent politique en Arabie ottomane. Il s'installe à Bagdad en 1843, où il se consacre à l'étude des écritures cunéiformes. Il parvient, au prix de difficultés considérables et parfois au péril de sa vie (en se suspendant dans le vide avec une corde au mont Behistun), à retranscrire, intégralement cette fois, l'inscription de Behistun, qu'il décrypte et interprète. Il réunit un grand nombre d'informations inestimables et acquiert une grande connaissance géographique de la région au cours de ses explorations (c'est aussi l'époque de la visite de sir Austen Henry Layard aux ruines de Ninive).
Puis il retourne en Angleterre, en 1849.

### Fouilles de Babylone
Henry Rawlinson reste deux ans en Angleterre. Il publie ses mémoires sur l'inscription de Behistun en 1851. Il est promu lieutenant-colonel. Il verse sa collection d'antiquités babyloniennes, sabéennes et sassanides au British Museum, qui lui verse une forte somme pour lui permettre de continuer les fouilles engagées en Assyrie et à Babylone par Austen Henry Layard.
En 1851, il retourne à Bagdad. Les fouilles sur le site de Ninive sont menées sous sa direction avec succès, la plus importante découverte étant celle d'éléments permettant la transcription et la traduction définitive des caractères cunéiformes. Il comprend (découverte essentielle) que les signes individuels ont plusieurs interprétations en fonction de leur contexte.
Un accident d'équitation en 1855 hâte sa décision de retourner en Angleterre, et il quitte son poste à la Compagnie britannique des Indes orientales la même année. Il est nommé à son retour directeur honoraire de la Compagnie.

### Opinions et ouvrages
Durant les quarante dernières années de sa vie, Henry Rawlinson mène de multiples activités, tant sur le plan politique que diplomatique et scientifique. Il réside souvent à Londres mais ses charges le conduisent aussi en Orient.
En 1858, il est membre du premier Conseil de l'Inde, mais le quitte en 1859, étant envoyé en Perse en tant que ministre plénipotentiaire. Il n'y reste qu'un an, insatisfait par les conditions dans lesquelles il doit exercer sa charge.
Il retourne au Conseil de l'Inde en 1868. 
Il est un défenseur acharné d'une stratégie engagée en Afghanistan, et recommande le maintien de troupes à Kandahar. Il est aussi un de ceux qui signalent les ambitions russes en Asie du Sud. Il prédit que la Russie tsariste attaquera et prendra Kokand, Boukhara et Khiva (ce qu'elle fera), et qu'elle envahira la Perse et l'Afghanistan comme tremplins vers l'Inde britannique.
Il épouse Louisa Caroline Harcourt Seymour en septembre 1862, de qui il a deux fils. Il est veuf en 1889 et meurt à Londres six ans plus tard, le 5 mars 1895.

## Ouvrages
Ses œuvres publiées incluent 4 volumes d'inscriptions cunéiformes, éditées sous sa direction entre 1870 et 1884 par le British Museum:
- L’Inscription cunéiforme perse à Behistun (1846-51)
- Histoire de l'Assyrie (1852)
- Commentaires sur les Inscriptions cunéiformes de Babylone et de l'Assyrie (1850)
- Notes sur l'Histoire Ancienne de Babylone (1854)
- Angleterre et Russie à l'Est (1875).

### Articles liés
- Assyriologie
- Inscription de Behistun
- Baronnet Rawlinson